# Рефлексивно-деятельностный подход к преодолению учебных трудностей
Рефлексивно-деятельностный подход к преодолению учебных трудностей (РДП)— подход к оказанию консультативной психолого-педагогической помощи в преодолении учебных трудностей, разработанный Зарецким В. К. и коллегами. Термин РДП впервые был употреблен в 1997 году.
Согласно В. К. Зарецкому, РДП можно также определить как вид консультативной помощи, которая оказывается человеку, стремящемуся к самостоятельному решению тех или иных проблем, то есть осуществляется на материале конкретной деятельности; в ней консультант действует из позиции помогающего, содействующего поиску решения; при этом предельной ценностью для консультанта является развитие способностей, качеств, ресурсов человека, которое может происходить в процессе обучения и преодоления трудностей в деятельности.

## Развитие РДП
1. 1975—1997 гг.; предыстория — переход от теоретических исследований творческого мышления к практике консультативной помощи, касающейся решения проблем в разных видах деятельности;
2. 1997—2006 гг. — осмысление практики помощи детям с трудностями в обучении; помощь как определённый вид консультативной деятельности, который осуществляется с опорой на рефлексию в преодолении проблемных ситуаций, возникающих в деятельности. Становление термина «рефлексивно-деятельностный подход»;
3. 2006—2012 гг. — соединение концептуального аппарата РДП с понятием «зона ближайшего развития». Зона ближайшего развития — одно из важнейших понятий концепции Л. С. Выготского;
4. 2012 г. и позднее — постановка и поиск решения задачи описания процесса развития, происходящего в ходе оказания консультативной помощи средствами подхода; разработка метода такого анализа[1].

Поиск средств помощи детям в преодолении учебных трудностей с давних пор является важной темой для психологов. Этой проблемой занималась Л. И. Божович развивала вопросы анализа формализма в усвоении школьных знаний, развития мотивационной сферы ребёнка; Л. С. Славина в работе «Трудные дети» описала возможные причины недисциплинированности и неуспеваемости учащихся, в том числе с экспериментальным доказательством. Также, РДП опирается на работы Г. А. Цукерман, Г. Г. Кравцова и Белопольской Н.Л.
В 70-80-е гг. 20 века активно развиваются исследования в области развивающего обучения и детской одаренности.
В 90-е гг. прошлого века, в связи с серьёзными изменениями социально-политического строя, проблема школьной неуспеваемости вышла на первый план, что повлекло за собой создание большого числа подходов, направленных на помощь в образовательном процессе.
Технологии РДП — результат рефлексии опыта проведения проекта «Летняя школа», который проводился в лагере «Гагаринец» в Нытвинском районе Пермского края с 1996 по 2002 года. В проекте изначально участвовали консультанты и дети, с третьей «Летней школы» присоединились учителя. Термин РДП появился на второй школе в обсуждении совместной практики В. К. Зарецким и Н. Ю. Абашевой. В проектах участвовали многие специалисты, которые и в настоящее время состоят в команде консультантов РДП.

## Сущность РДП
В данный момент РДП является определённой системой принципов, вытекающих из них ограничений и выработанных за время существования технологий оказания консультативной помощи субъектам образовательного процесса в преодолении трудностей, возникающих в учебной деятельности, но направленной на развитие в целом. Касаемо детей, речь идет об их общем развитии; для взрослых — о профессиональном и личностном росте.
Оказываемая консультативная помощь носит психолого-педагогический характер: педагогическая в том смысле, что в ней присутствуют элементы обучения, понимаемого традиционно (трансляция образца, объяснение, контроль, обратная связь и т. п.); психологическая, поскольку предполагает содействие самостоятельному движению субъекта в проблеме, раскрытию и росту его потенциала в решении проблем и преодолении трудностей.
РДП опирается на психологические представления о механизмах развития, складывавшихся в российской и советской психологии с семидесятых годов прошлого века.
Спецификой консультирования является помощь человеку действующему; помощь как субъекту решения поставленных им же проблем; помощь направлена на содействие развитию субъекта проблемы; развитие является безусловной ценностью.
Теоретико-методологическая основа — тезис Выготского о том, что «обучение ведет за собой развитие». В ходе первой летней школы было выяснено, что «один шаг в обучении может давать много шагов в развитии по разным направлениям».

### Триада РДП
Субъектная позиция, деятельность и рефлексия являются важнейшими понятиями РДП и образуют собой так называемую «триаду».
Деятельность — такой вид активности, позволяющий организовать совместную работу консультанта и ребёнка (взрослого) по преодолению трудностей. Благодаря совместной деятельности выстраиваются отношения сотрудничества, способствующие развитию субъектной позиции ребёнка. При условии наличия субъектной позиции и осуществления собственной деятельности, становится возможной рефлексия.
Субъектная позиция — осознанное и активное отношение к осуществляемой учебной деятельности.
Рефлексия — процесс осознания и изменения оснований, способов, средств осуществляемой деятельности, того, что ей может содействовать или противодействовать.
Деятельность должна выстраиваться так, чтобы человек был её субъектом; рефлексия этой деятельности должна быть одним из центральных процессов. Позиция консультанта в работе с рефлексией другого человека, определяется как сотрудничество, отрицающее манипуляцию, оба её участника — равноправные субъекты.
Процесс оказания помощи в преодолении трудностей в учебной деятельности по сути является процессом содействия выращиванию внутренних средств деятельности, побочный продукт которой — избавление от внутренних препятствий, мешающих осуществлению этой деятельности.

### Опросник «Субъектная позиция»
В ходе работы Зарецким В. К., Кулагиной И. Ю. и Зарецким Ю. В. был разработан опросник «Субъектная позиция». Эмпирические основания для рассмотрения деятельности учащихся и их рефлексии, появились во время «Летних школ». Данный опросник позволяет обнаружить различные позиции по отношению к учению — субъектную, объектную, пассивную, негативную.

### Разработка метода анализа развития учащихся в процессе преодоления учебных трудностей
В РДП была поставлена проблема метода, с помощью которого можно реконструировать индивидуальные траектории развития каждого учащегося. Основанием для разработки метода стала многовекторная модель зоны ближайшего развития. Впервые попытка разработки метода была предпринята в дипломном исследовании Маслова П. В., в дальнейшем разработку продолжила Николаевская И. А. под руководством В. К. Зарецкого.

### Решение творческих задач
Рефлексивно-деятельностный подход связан в том числе с традицией решения творческих задач, начатой Карлом Дункером. Изначально основными инструментами выступали схема четырёхуровневой организации мышления, представления об этапах решения задач и особой роли этапа «движения в блокаде», «правила решения творческой задачи»

### Правила решения творческой задачи
Согласно Зарецкому В. К., чтобы решить задачу, нужно соблюдать 5 правил. Надо:
- хотеть её решить;
- верить, что её решение возможно;
- решать её;
- понять, что мешает её решению;
- увидеть в помехе путь к решению.

В процессе решения творческой задачи, субъект проходит через несколько этапов. Эти этапы — исчерпывание средств, движение в блокаде, реализация принципа. Этап движения в блокаде имеет особую роль, так как именно в нём происходит интенсификация рефлексивной регуляции, в дальнейшем ведущая к инсайту, то есть обнаружению принципа верного решения. На первом этапе (исчерпывания средств) движение, как правило, идет на предметном и операциональном уровнях, что порождает тривиальные и поверхностные решения, при переходе к «блокаде» мы можем наблюдать изменение организации мышления, позволяющее найти решение. Движение в блокаде может завершиться либо инсайтом, либо отказом от решения задачи. Третий этап — реализация верного принципа — присутствует только если найдено верное решение и его нужно реализовать.

## Значение для практики

### Педагогика
Исходный тезис, порождающий основные положения РДП, это представление о ребёнке как субъекте собственной деятельности. Развитие ребёнка — прежде всего саморазвитие, то есть развитие его как субъекта собственной деятельности, субъекта обучения и т. д., хотя и с помощью взрослого, в сотрудничестве с ним. Коррекционная работа должна быть нацелена на укрепления субъектной позиции ребёнка.
Традиционная педагогика «воздействия» в связи с этими положениями не является адекватной, так как объективирует ребёнка, превращая из субъекта в объект. Взаимодействие или сотрудничество, понимаемое как совместная деятельность двух субъектов или партнеров с равными правами, является альтернативой «воздействию». В контексте школьного обучения, опирающегося на идеи сотрудничества:
- учитель должен выступать в качестве сотрудника — не подсказывать, не давать образцы, а помогать организовывать деятельность и рефлексию;
- первый контакт учителя и ребёнка — начало выстраивания смысловой основы совместной деятельности;
- рефлексия прошлого опыта, выработка замысла на текущее занятие;
- нормализация ошибок; ошибки позволяют определить пространство, в котором следует искать зону ближайшего развития;
- переживание хронического неуспеха необратимо влияет на развитие ребёнка в целом, что и происходит с «трудными» детьми.

Основные элементы учебного занятия по принципам РДП — построение смысловой основы учебной деятельности, выстраивание отношений сотрудничества между учителем и ребёнком, выработка общего замысла совместной деятельности, организация учителем самостоятельной работы ученика, работа с ошибкой в целях перестройки способов деятельности; совместное движение в зоне ближайшего развития; помощь учителя ребёнку и рефлексия.
Разрабатываемый подход направлен также на поиск оптимальных путей развития субъектности студента через деятельностное погружение его в практику. Отмечается важность разработок РДП для помощи студентам в освоении статистических дисциплин.

### Психологическая практика
Разработки Зарецкого В. К. в рамках решения творческих задач могут использоваться в консультативной практике и психотерапии.
В журнале «Консультативная психология и психотерапия» был опубликован ряд статей, описывающих ряд возможностей применения РДП в разных ситуациях консультирования. Подход к пониманию нарушений мышления у пациентов с депрессивными расстройствами через модель творческой задачи, выступающей в качестве проблемной ситуации, может способствовать совершенствованию методов помощи. Также описывается исследование проявлений личностных барьеров в процессе преодоления человеческих ситуаций в условиях эксперимента по решению творческих задач, что позволило получить представление о трансформации личностного барьера в новые проявления, являющегося потенциальным ресурсом для человека. Отмечается возможность разработки традиций изучения творческого мышления и представлений о зоне ближайшего развития как теоретической основы, объясняющей гипотетический механизм развития субъекта проблемной ситуации в условиях получения консультативной помощи средствами РДП. А. Н. Молостова, совместно с Василюком Ф.Е. и Зарецким В. К., представила метод психотехнического исследования мышления на основе двух концептуальных схем: схемы анализа уровнево-динамической организации творческого мышления и схемы режимов функционирования сознания. Исследование показало, что эффект комплексной психотехнической помощи значительно повышает эффективность решения творческой задачи, значит, психотехническая поддержка психолога в разных ситуациях (в том числе профессиональной деятельности) способна значительно увеличить эффективность разрешения проблемных ситуаций, не имеющих готовых алгоритмов решений.